# اوا کائیم
اِوا کائیم (لهستانی: Ewa Kaim؛ زادهٔ ۱۹۷۱) بازیگر اهل لهستان است.
از فیلم‌ها یا مجموعه‌های تلویزیونی که وی در آن‌ها نقش داشته است، می‌توان به کارگزار من، شش نفر، مایکا، در خوشی و سختی، کارآگاهان جنایی، یولیا، هتل ۵۲، ۲ ایکس‌ال و قانون حقیقی اشاره نمود.